# Buddy Matthews
Matthew Adams (né le 26 septembre 1988 à  Melbourne) est un catcheur (lutteur professionnel) australien. Il travaille actuellement à la Major League Wrestling, la New Japan Pro Wrestling et la All Elite Wrestling, sous le nom de Buddy Matthews.
Il est aussi connu pour son travail à la World Wrestling Entertainment, sous le nom de Murphy.
Adams commence sa carrière en Australie en 2008 avant de signer un contrat avec la WWE en mars 2013. Il y remporte le championnat par équipe de la NXT avec Blake. Il reste à NXT jusqu'en 2018 et rejoint 205 Live, une émission exclusivement réservé aux catcheurs de la catégorie des poids lourd légers et remporte une fois le championnat des poids lourd légers de la WWE.

## Carrière

### Circuit Indépendant (2008-2013)
Silva a commencé à faire du catch en Australie le 8 septembre 2007 à la Professional Championship Wrestling (PCW). C'est au sein de cette fédération qu'il remporte son premier titre en devenant le 3 décembre 2010 champion de l'état de la PCW, titre qu'il perd huit jours plus tard,. Début 2011, il rejoint la Melbourne City Wrestling où il remporte le championnat poids-lourds le 28 janvier 2012 et perd ce titre le 16 novembre,.

### World Wrestling Entertainment (2013-2021)

#### Signature et arrivée àNXT(2013-2018)
En mars 2013, Silva signe un contrat avec la World Wrestling Entertainment (WWE) qui l'envoie à la NXT, le club école de la fédération. Il adopte le nom de ring de Buddy Murphy et ne fait que des matchs lors des spectacles non télévisés où le 12 décembre il se brise la mâchoire. 
Il dispute son premier match télévisé le 15 avril 2014 où avec Elias Samson il perd face à The Ascension (Konnor et Viktor).

#### Champion par équipes de laNXT, 205 Live et Champion Cruiserweight de la WWE (2015-2019)
Le 15 janvier 2015, au cours de l'enregistrement de NXT du 28, ils remportent les Championnats par équipe de la NXT en mettant fin au règne des Lucha Dragons,. Le 1er février, la WWE annonce qu'il change de nom de ring pour celui de Murphy. Dix jours plus tard, ils effectuent leur première défense de titre face aux Lucha Dragon au cours de NXT Takeover: Rival. Lors de NXT Takeover: Unstoppable, Colin Cassady et Enzo Amore tentent de mettre fin au règne de Blake et Murphy mais sans succès. Lors de NXT Takeover Brooklyn, ils perdent les titres aux profits des Vaudevillains.
Le 18 mai à NXT, ils perdent contre Shinsuke Nakamura et Austin Aries, après le match, Alexa Bliss et Blake laissent Murphy seul, annonçant la possible fin de leur association. Le 15 juin à NXT, Blake & Murphy tentent une réconciliation en affrontant la nouvelle équipe TM61 mais perdent contre ces derniers, mettant fin à l'alliance entre Blake et Murphy. Quelque temps plus tard, il lutte pendant plusieurs mois à 205 Live.
Le 6 octobre 2018 à Super Show-Down, qui se déroule dans son pays et sa ville natals, il devient le nouveau Champion Cruiserweight de la WWE en battant Cedric Alexander. Le 18 novembre aux Survivor Series, il conserve son titre en battant Mustafa Ali. Le 16 décembre lors du pré-show à TLC, il conserve son titre en battant Cedric Alexander.  
Le 17 février 2019 lors du pré-show à Elimination Chamber, il conserve son titre en battant Akira Tozawa.
Le 7 avril lors du pré-show à WrestleMania 35, il perd face à Tony Nese, ne conservant pas son titre.

#### Diverses rivalités et départ (2019-2021)
Le 16 avril lors du Superstar Shake-Up, il est officiellement transféré à SmackDown Live.  
Le 11 août lors du pré-show à SummerSlam, il bat Apollo Crews par disqualification, se faisant attaquer par Rowan.
Le 14 octobre à Raw, lors du Draft, il est annoncé être transféré au show rouge par Stephanie MacMahon. Le 15 décembre à TLC, il perd face à Aleister Black.
Le 13 janvier 2020 à Raw, il perd face à Aleister Black pour la troisième fois. Plus tard dans la soirée, il effectue un Heel Turn en aidant Seth Rollins et les AOP à battre Kevin Owens, Samoa Joe et Big Show dans un Fist Fight Match, devenant le disciple du Monday Night Messiah. La semaine suivante à Raw, Seth Rollins et lui deviennent les nouveaux Champions par équipe de Raw en battant les Viking Raiders. Le 27 février à Super ShowDown, ils conservent leurs titres en battant les Street Profits. Le 2 mars à Raw, ils perdent face aux Street Profits, à la suite d'un Stunner porté par Kevin Owens sur Seth Rollins, ne conservant pas leurs titres. Le 8 mars à Elimination Chamber, ils ne remportent pas les titres par équipe de Raw, battus par les Street Profits, de nouveau à cause de Kevin Owens, ainsi que des Viking Raiders.
Le 19 juillet lors du pré-show à Extreme Rules, il perd face à Kevin Owens. Le 30 août à Payback, Seth Rollins et lui perdent face à Dominik Mysterio et Rey Mysterio.
Le 13 octobre, il est transféré à SmackDown, dans le cadre de la Draft annuelle de la WWE.[réf. nécessaire]
Le 13 novembre à SmackDown, il vient en aide à Rey Mysterio pour battre Seth Rollins dans un No Holds Barred Match. Après le combat, le luchador lui serre la main et il est accepté par la famille Mysterio. Le 22 novembre lors du pré-show aux Survivor Series, il ne remporte pas la Dual Brant Battle Royal, battu par le Miz. 
Le 9 avril 2021 à SmackDown special WrestleMania, il ne remporte pas la Andre the Giant Memorial Battle Royal, gagnée par Jey Uso.
Le 2 juin, la WWE annonce son renvoi, ainsi que celui d'Aleister Black, de Braun Strowman, de Lana, de Ruby Riott et de Santana Garrett.

### New Japan Pro Wrestling (2021-...)
Le 16 octobre 2021, la New Japan Pro-Wrestling diffuse une vignette pour annoncer ses débuts le 13 novembre. Le 13 novembre à Battle in the Valley, il perd face à Kazuchika Okada.

### Major League Wrestling (2022)
Le 21 janvier 2022 à Blood & Thunder, il fait ses débuts à la Major League Wrestling en perdant face à TJP.

### All Elite Wrestling (2022-...)

#### House of Black, champion du monde Trios de l'AEW (2022-...)
Le 23 février 2022 à Dynamite, il fait ses débuts à la All Elite Wrestling en attaquant PAC et Penta El Zero Miedo qui ont battu Malakai Black et Brody King, et rejoint officiellement la House of Black. Le soir même, il signe officiellement avec la compagnie. Le 6 mars lors du pré-show à Revolution, Brody King, Malakai Black et lui battent Erick Redbeard, PAC et Penta Oscuro dans un Trios Tag Team match.
Le 29 mai à Double or Nothing, ils battent Death Triangle (PAC et les Lucha Brothers) dans la même stipulation. Pendant le combat, Julia Hart effectue un Heel Turn en aspergeant du Black Mist sur le visage du Britannique et rejoint officiellement leur clan.
Le 4 septembre à All Out, ils perdent face à Darby Allin, Sting et Miro dans un Trios Tag Team match.
Le 5 mars 2023 à Revolution, ils deviennent les nouveaux champions du monde Trios de la AEW en battant l'Elite (Kenny Omega et les Young Bucks) dans la même stipulation et remportent les titres pour la première fois de leurs carrières.
Le 28 mai à Double or Nothing, ils conservent leurs titres en battant The Acclaimed (Anthony Bowens et Max Caster) et Billy Gunn dans un Open House Rules match.
Le 27 août à All In, ils ne conservent pas leurs ceintures, battus par leurs mêmes adversaires dans un No Holds Barred match, ce qui met fin à un règne de 175 jours.
Le 21 avril 2024 à Dynasty, ils battent Adam Copeland, Eddie Kingston et Mark Briscoe dans un Trios Tag Team match. Le 15 juin à Collision, le trio masculin du clan effectue un Face Turn, bat le Bang Bang Gang (Juice Robinson et les Gunns) et devient aspirant no 1 aux titres mondiaux Trios unifiés. Après le combat, Christian Cage montre à ses partenaires qu'il est K.O dans les coulisses.
Le 25 août à All In, ses deux compères et lui ne remportent pas les titres mondiaux Trios, battus par Blackpool Combat Club (Claudio Castagnoli et Wheeler Yuta) et PAC dans un 4-Way London Ladder match qui inclut également The Patriarchy (Christian Cage, Killswitch et "The Prodigy" Nick Wayne) et le Bang Bang Gang.
Le 23 novembre lors du pré-show à Full Gear, il bat Dante Martin, Komander et The Beast Mortos dans un 4-Way match.

## Palmarès
- All Elite Wrestling
  - 1 fois champion du monde Trios de la AEW avec Malakai Black et Brody King
- Ballarat Professional Wrestling
  - 1 fois BPW Champion
- Melbourne City Wrestling
  - 2 fois MCW Champion
- Pro Championship Wrestling
  - 1 fois PCW State Champion
- World Wrestling Entertainment
  - 1 fois Champion Cruiserweight de la WWE
  - 1 fois Champion par équipes de Raw avec Seth Rollins[53]
  - 1 fois Champion par équipes de NXT avec Blake

## Récompenses des magazines
- Pro Wrestling Illustrated

| Année | 2015 | 2016 | 2017 | 2018 | 2019 | 2020 | 2021 | 2022 | 2023 |
| ----- | ---- | ---- | ---- | ---- | ---- | ---- | ---- | ---- | ---- |
| Rang  | 116  | 227  | 335  | 234  | 33   | 114  | 401  | 216  | 143  |

## Vie privée
- Il était en couple avec la lutteuse Alexis Kaufman, plus connue sous le nom d'Alexa Bliss[55] à la WWE. Ils se sont fiancés en fin d'année 2015 et annoncent publiquement leurs fiançailles en janvier 2017[55]. Ils se sont séparés en septembre 2018.
- Il est actuellement en couple avec la superstar de la WWE, Rhea Ripley[56].